# Everybody (canción de DJ BoBo)
«Everybody» es una canción del artista suizo de eurodance DJ BoBo, lanzada en mayo de 1994 por el sello discográfico Fresh como el cuarto y último sencillo del álbum debut del artista, Dance With Me (1993).
Fue un gran éxito en Europa, alcanzando el número uno en Finlandia, el número dos en Alemania y el número tres en Suiza. Además, "Everybody" fue un éxito entre los 10 primeros en Islandia y los Países Bajos, alcanzando el número ocho y diez, respectivamente. La voz femenina es realizada por Jennifer Rüsch. 
En 2002, DJ BoBo lanzó "Everybody" a dúo con la cantante sueca Emilia Rydberg en su primer álbum recopilatorio, Celebration (2002). En 2015, se lanzó una nueva versión de la canción, con la cantante rumana Inna y remezclada por Mike Candys.

## Video musical
Dirigido por el italiano Giacomo de Simone y filmado en Porto Venere en Italia, el video musical de "Everybody" presenta a DJ BoBo interpretando la canción mientras conduce un automóvil viejo. Otras escenas muestran a la cantante cantando y bailando con la gente en la ciudad de Porto Venere.En 2009 un video oficial, donde DJ BoBo interpreta "Everybody" en vivo en uno de sus conciertos, se puso a disposición en su canal oficial de YouTube. 

## Lista de canciones
| - 7" (Reino Unido) 1. "Everybody" (Radio Version) — 3:51 2. "Let Yourself Be Free" — 4:20 - 12" (Italia) 1. "Everybody" (4th On the Floor Mix) — 6:12 2. "Everybody" (Radio Mix) — 3:51 3. "Everybody" (Tribe Mix) — 3:00 4. "Let Yourself Be Free" — 4:20 5. "Everybody" (First Edition) — 3:53 | - CD sencillo (Francia) 1. "Everybody" (Radio Mix) — 3:51 2. "Everybody" (On the Floor Mix) — 6:13 - CD maxi (Suiza) 1. "Everybody" (Radio Mix) — 3:51 2. "Everybody" (4 On the Floor Mix) — 6:12 3. "Let Yourself Be Free — 4:20 4. "Everybody" (First Edition) — 3:53 |

## Posicionamiento en listas
| Lista (1994)                            | Máxima posición |
| --------------------------------------- | --------------- |
| Alemania (Offizielle Deutsche Charts)   | 2               |
| Australia (ARIA)                        | 85              |
| Austria (Ö3 Austria Top 40)             | 24              |
| Bélgica (Flandes) (Ultratop 50)         | 35              |
| Escocia (OCC)                           | 56              |
| Europa (Eurochart Hot 100)              | 10              |
| Europa (European Dance Radio)           | 18              |
| Finlandia (Finland's Official List)     | 1               |
| Islandia (Íslenski Listinn Topp 40)     | 8               |
| Lituania (M-1)                          | 4               |
| Países Bajos (Dutch Top 40)             | 10              |
| Países Bajos (Mega Single Top 100)      | 12              |
| Reino Unido (UK Singles Chart)          | 47              |
| Reino Unido (UK Dance Chart OCC)        | 31              |
| Reino Unido (UK Dance Chart Music Week) | 31              |
| Reino Unido (Record Mirror Club Chart)  | 76              |
| Suecia (Sverigetopplistan)              | 20              |
| Suiza (Schweizer Hitparade)             | 3               |